# Jean Ferrard
Jean Ferrard, né le 27 janvier 1944 à Watermael-Boitsfort, est un organiste et pédagogue belge.

## Biographie
Après des études d'orgue au Conservatoire royal de Bruxelles dans la classe de Charles Hens, il se perfectionne auprès de Marie-Claire Alain. Il complète sa formation musicale par une licence en musicologie à l'Université libre de Bruxelles.
Il fut longtemps réalisateur d'une émission quotidienne sur la chaîne radio Musiq3. À partir de 1985, il se consacre surtout à l'enseignement tout en continuant à réaliser l'émission hebdomadaire Le Magazine de l'orgue, prolongée par une revue bimensuelle jusqu'en 2007.
De 1982 à 1992, il enseigne l'orgue au Conservatoire royal de Liège, puis au Conservatoire royal de Bruxelles jusqu'en 2009. Il est régulièrement invité à donner des classes de maître dans les conservatoires et universités de différents pays.
À côté de son travail comme éditeur de musique ancienne pour orgue, il réalise plusieurs films pour des chaînes de télévision, notamment un film sur Johann Sebastian Bach tourné principalement en RDA.
Il partage son temps entre la vie d'organiste, de pédagogue et la protection des orgues anciens de Belgique.
Il a été trésorier de Présence d'André Baillon.

## Discographie
- Peeter Cornet, œuvres complètes pour orgue (orgue de Medemblik). LP Erato EDO 233/34, 1972.
- Johann Ludwig Krebs, œuvres pour orgue (orgue Collon de La Hulpe). LP Alpha DB 242, 1976.
- J. S. Bach - Orgelwerke (Orgue Thomas de Saint-Remacle à Spa). CD Motette 11971, 1993 ; repris sous la référence CD SIC 003, 1997.
- Bach inconnu (orgue Thomas de Mürringen). CD SIC 001, 1995.
- Der Tag, der ist so freudenreich (orgue Thomas de l'abbaye de Leffe). CD SIC 002, 1996.
- Le choral luthérien avant et après J. S. Bach (orgue Thomas de Villers-la-Ville), avec Frédéric de Roos, flûte à bec. CD SIC 005, 1998.
- Four Centuries of Belgian Organ Music (orgue Grenzing de la cathédrale de Bruxelles). CD SIC 007, 2001.
- Die Orgeln von Gottfried Silbermann, vol. 3 (orgues Silbermann de Rötha/St. Georgen, Ringethal, Lebusa, Fraureuth). CD Querstand 0219, 2003.
- Le choral luthérien avant et après J. S. Bach II (orgue Thomas de Gedinne), avec Frédéric de Roos, flûte à bec. CD SIC 008, 2005.

## Publications

### Éditions musicales
- Lambert Chaumont, Pièces d'orgue sur les huit tons, série «Le Pupitre», sous la direction de François Lesure, Heugel, Paris, 1970
- François Roberday, Fugues et caprices pour orgue, 1660, série «Le Pupitre», sous la direction de François Lesure, Heugel, Paris, 1972
- Peeter Cornet, Complete Keyboard Music, (avec Pieter Dirksen), «Monumenta Musica Neerlandica XVII», Koninklijke Vereniging voor Nederlandse Muziekgeschiedenis, Utrecht, 2001
- Liber Fratrum Cruciferorum Leodiensium, série Esachordo, musiche per strumenti a tastiera 63, Ut Orpheus, Bologna, 2008
- Jean Ferrard, Orgues du Brabant wallon, un inventaire critique, Bruxelles, 1981

## Ressources audio-visuelles
- 25 siècles d'histoire de l'orgue en cinq quarts d'heures, cours-conférence dispensée par Jean Ferrard au Collège Belgique (2011).